# Tarde lo que tarde
Tarde lo que tarde fue un programa de radio español conducido por Julia Varela que se emitió en Radio Nacional de España entre agosto de 2020 y septiembre de 2022, de lunes a viernes de 15h00 a 18h00.
El programa seguía el formato magacín radiofónico, conjugando por una parte la difusión de noticias de un modo desenfadado, así como temas de actualidad ciudadana y cultura de todos los ámbitos y personas.
El programa de tres horas de duración, dedicaba la hora central en tratar temas vinculados con la cultura, haciendo así eco de la encomienda asignada al servicio público de la radio, al «ofrecer acceso a los distintos géneros de programación y a los acontecimientos culturales dirigidos a todos los sectores de la audiencia, prestando atención a aquellos temas de especial interés público».

## Equipo
La conducción estaba a cargo de Julia Varela. En la redacción contaba con la colaboración de Imanol Durán, Paloma Cortina, Toño Pérez, Beatriz Domínguez, David Asensio, Antonio Rodríguez, Ana José Cancio y Tere Vilas. La realización corría a cargo de Teresa Casamayor, mientras la producción era responsabilidad de Antonia Muñoz y Esmeralda Mayo.
Tenía como colaboradores a Virginia Díaz, Albert Barniol, Esti Gabilondo, Ágatha Ruiz de la Prada, Marilia, Luis Alberto de Cuenca, Alfonso Levy, Luis Quevedo, Álex O'Dogherty, Carlos Chamarro, La Terremoto de Alcorcón, Vicente Varo, Los Prieto Flores (pareja de youtubers), Elsa Ruiz, Virginia Riezu y Nacho García.